# Resolutie 1525 Veiligheidsraad Verenigde Naties
Resolutie 1525 van de Veiligheidsraad van de Verenigde Naties werd unaniem aangenomen op 30 januari 2004 en verlengde
de aanwezigheid van de VN-macht in Zuid-Libanon.

## Achtergrond
Na de Israëlische inval in Zuidelijk Libanon eind jaren 1970, stationeerden de Verenigde Naties de tijdelijke VN-macht UNIFIL in de streek. Die moest er de vrede handhaven totdat de Libanese overheid haar gezag opnieuw kon doen gelden.
In 1982 viel Israël Libanon opnieuw binnen voor een oorlog met de Palestijnse PLO. Midden 1985 begon Israël met terugtrekkingen uit het land, maar geregeld vonden nieuwe aanvallen en invasies plaats.

## Inhoud
Sinds 16 juni 2000 had Israël zich – na jaren – teruggetrokken uit het zuiden van Libanon. Daarmee had de UNIFIL-vredesmacht twee van haar drie taken voltooid. Ze concentreerde zich nu op het herstellen van de vrede en veiligheid.
De Veiligheidsraad herinnerde aan al zijn eerdere resoluties over Libanon, in het bijzonder de resoluties 425, 426 en 1496, en aan de uitspraken van zijn voorzitter over de situatie in dat land, in het bijzonder die van 18 juni 2000. Ook werd herinnerd aan de conclusies van secretaris-generaal Kofi Annan van 16 juni 2000.
Het mandaat van UNIFIL werd opnieuw verlengd met zes maanden; het liep nu tot 31 juli 2004. De Veiligheidsraad voorzag de UNIFIL-missie binnenkort te kunnen beëindigen en benadrukte het belang van duurzame vrede in het Midden-Oosten.
Alle gewelddadigheden werden veroordeeld en men was bezorgd over ernstige schendingen van de terugtrekkingslijn, de partijen werden nogmaals opgeroepen deze lijn te respecteren. De steun voor de Libanese territoriale integriteit, soevereiniteit en onafhankelijkheid werd nogmaals benadrukt. De ontmijningswerkzaamheden van UNIFIL en haar inspanningen om het staakt-het-vuren in stand te houden werden toegejuicht.

## Verwante resoluties
- Resolutie 1515 Veiligheidsraad Verenigde Naties (2003)
- Resolutie 1520 Veiligheidsraad Verenigde Naties (2003)
- Resolutie 1544 Veiligheidsraad Verenigde Naties
- Resolutie 1550 Veiligheidsraad Verenigde Naties

Lijst ·  1522 ·  1523 ·  1524 ·  1525 ·  1526 ·  1527 ·  1528 ·  1529 ·  1530 ·  1531 ·  1532 ·  1533 ·  1534 ·  1535 ·  1536 ·  1537 ·  1538 ·  1539 ·  1540 ·  1541 ·  1542 ·  1543 ·  1544 ·  1545 ·  1546 ·  1547 ·  1548 ·  1549 ·  1550 ·  1551 ·  1552 ·  1553 ·  1554 ·  1555 ·  1556 ·  1557 ·  1558 ·  1559 ·  1560 ·  1561 ·  1562 ·  1563 ·  1564 ·  1565 ·  1566 ·  1567 ·  1568 ·  1569 ·  1570 ·  1571 ·  1572 ·  1573 ·  1574 ·  1575 ·  1576 ·  1577 ·  1578 ·  1579 ·  1580